# Saltholm
Saltholm je ostrov, který patří Dánsku. Leží v průlivu Øresund nedaleko Kodaně. Má rozlohu 16 km². Vznikl při postglaciálním vzestupu pevniny před čtyřmi tisíci lety, je obklopen mělčinou a dosahuje maximální výšky tří metrů, takže při bouřce bývá celý zatopen.[zdroj⁠?!] Název znamená „Solný ostrov“. Těžil se zde vápenec, za epidemie moru v roce 1709 byl využíván jako místo karantény a za první světové války zde byla pevnost tvořící součást obranné linie Kodaně, která byla zrušena v roce 1932. Ostrov je od roku 1873 soukromým majetkem a slouží k pastvě ovcí a krav, nachází se zde statek Holmegård, kde žijí jediní dva stálí obyvatelé ostrova. Na Saltholmu byla vyhlášena přírodní rezervace podle Ramsarské úmluvy, protože jeho slaniska jsou významným hnízdištěm mořských ptáků. Původně se plánovalo přesunutí kodaňského letiště na Saltholm a měl tudy vést Most přes Øresund, ale v zájmu ochrany místní přírody byl v roce 1996 v sousedství vybudován jako opora mostu umělý ostrov Peberholm (Pepřový ostrov).